# اسفار یوردن
اسفار یوردن (انگلیسی: Sverre Jordan; ۲۵ مهٔ ۱۸۸۹ – ۱۰ ژانویهٔ ۱۹۷۲) آهنگساز، رهبر (موسیقی)، و نوازنده پیانو اهل نروژ بود.